# شهاب اللیثی
شهاب اللیثی (عربی: شهاب ممدوح الليثي؛ زادهٔ ۱۸ آوریل ۲۰۰۰) بازیکن فوتبال اهل قطر است.
از باشگاه‌هایی که در آن بازی کرده‌است می‌توان به باشگاه ورزشی الدحیل اشاره کرد.